# Заболотье (Кулейская волость)
Заболотье — деревня в Кулейской волости Печорского района Псковской области.
Расположена на северо-западном побережье Псковского озера, близ границы с Эстонией. Неподалёку есть ещё ряд деревень: юго-восточнее, в километре — Глазово и, далее, волостной центр Киршино, к югу, в километре — Замошье, юго-западнее — Кулье.

## Население
Численность населения деревни составляет 91 житель по состоянию на 2000 год.
| 2001 | 2002 | 2010 |
| ---- | ---- | ---- |
| 91   | ↘84  | ↘70  |

## Топографические карты
- Лист карты O-35-XVI Пылва. Масштаб: 1 : 200 000. Издание 1980 г.